# 雾凇大桥
雾凇大桥位于中国吉林省吉林市，是跨越松花江的一座桥梁，连接昌邑区和龙潭区。2009年动工，2014年8月25日通车。大桥东端与滨江东路连接；西端跨越松江东路后与雾凇高架路相接，设置匝道与松江东路相接。
大桥全长991米，宽32米，双向6车道。